# Шклявер, Иосиф Акимович
Иосиф Акимович (Хаимович) Шклявер (18(30).01.1871, Вильно — 1941, Одесса) — живописец.

## Биография
Родился в Вильно. С 1889 по 1892 и с 1897 по 1899 год проходил обучение в Одесской рисовальной школе.
С 1900 по 1909 год учился в Санкт-Петербурге, в Императорской академии художеств; кроме того, с 1902 — вольнослушатель мастерской И. Е. Репина.
В 1909 году получил звание художника, однако из-за отсутствия свидетельства о среднем образовании диплом ему выдан не был.
В дальнейшем преподавал рисование и чистописание в средних учебных заведениях Одессы.
Предположительно, погиб в оккупированной Одессе. Местные жители рассказывали о двух возможных места гибели: собственная мастерская во время карательной акции немцев и в артиллерийских складах вместе с группой заложников.

## Творчество
Первые публикации рисунков относятся к 1897—1898 годам — в иллюстрированном приложении к газете «Одесские новости».
В дальнейшем принимал участие в выставках:
- XXVIII выставка Товарищества южнорусских художников (1918).
- 1-я народная выставка (1919).
- Осенняя выставка Общества независимых художников (1919).
- Выставка памяти Т.Шевченко (1920).
- Всеукраинские выставки (1927,1936, 1937/38).
- Выставка этюдов художников Украины и Молдавии (1937) .
- Выставка художников Одессы (1934).
- Отчетная выставка творческого сектора художественно-скульптурных мастерских (1939/40)..
- 2-я отчетная выставка художников Одессы (1940).